# Accelerando (regény)
Az Accelerando egy 2005-ös sci-fi regény Charles Strosstól, mely összefüggő rövid történetekből áll. Hagyományos, papíralapú megjelenése mellett kiadták ingyenes e-könyvként.
Több díjat is nyert, mint a Locus (2006), Hugo, Campbell, Clarke és a BSFA (British Science Fiction Association Awards). Magyarul az Ad Astra Kiadó jelentette meg 2014-ben Hidy Mátyás fordításában.

## Címe
Olaszul az accelerando szó, mely a gyorsítva zenei utasításnak felel meg, az emberiség és technológia technológiai szingularitáshoz való gyorsuló közeledésére utal.

## Vázlat
|  | Alább a cselekmény részletei következnek! |

A könyv három generáción fut végig, kilenc rövid történetben, a technológiai szingularitás előtt, közben és után. Eredetileg a történet külön jelentek meg.
Az első rész Manfred Macxról szól, a kora 21. században. Manfred egy innovációs szabadúszó, aki ötleteit, szabadon, levédetlenül adja át a köz javára. A második szett történet a lányát, Ambert követik, a Naprendszer kolonizálásán és azon túl. Végül az utolsó három történet az ő fiát, Sirhant követi nyomon egy radikálisan megváltozott világban.
Az Accelerando világában a Naprendszert fokozatosan egy Matrjoska-aggyá alakítják, a bolygók és holdak anyagából. Ez a naprendszerek és a bolygók természetes életciklusának része. Ezeken a Matrjoska-agyakon kívül is van intelligens élet, ezek féreglyukakon keresztül kommunikálnak.
|  | Itt a vége a cselekmény részletezésének! |

## Magyarul
- Accelerando; ford. Hidy Mátyás; Ad Astra, Bp., 2014

## Külső linkek
- Hivatalos oldal (letölthető e-könyveket is tartalmaz)
- Accelerando Technikai Segédkönyv (angol)
- SciFi.com interview.
- Audio review and discussion of Accelerando at The Science Fiction Book Review Podcast
- Accelerando a Worlds Without End-en